# عبدالمحمد پاپی
عبدالمحمد پاپی (زاده ۱ شهریور ۱۳۶۶) کشتی‌گیر فرنگی‌کار اهل ایران -آلمان است. وی دارنده مدال نقره مسابقات کشتی آسیایی و نقره جام جهانی سال ۲۰۱۳ می‌باشد.